# Rudolph Nagell
Rudolph Nagell (* vor 1640 in Rulle; † 16. März 1700 in Lünen) war ein deutscher Lehrer, Organist, Kirchenlieddichter und -musiker.

## Leben und Wirken
Rudolph Nagell, von dem angenommen wird, dass er seine umfassende Schul- und Musikausbildung auf dem Gymnasium Paulinum in Münster erhielt, trat seine Stelle in Altlünen in dem ehemaligen Marienwallfahrtsort Lünen an der Kirche St. Marien an. 
Am 16. Oktober 1674 heiratete er Elisabeth Lonnemann, mit der er acht Kinder hatte, u. a. Johann Wilhelm Nagell (Eigenschreibweise: Nagel)(1678–1738), der später seine Stelle als Küster und Organist an St. Marien in Lünen antrat.
Nagell errang als katholischer Kirchenmusiker überregionale Bedeutung mit der Herausgabe der Melodeyen über die Gesänge und Psalmen deß Münsterischen Gesang-Buchs, insgesamt 199 Lieder. Im Gesangbuch Gotteslob des Bistums Münster finden sich darin Vermerke mit der Herkunftsangabe „Münster 1677“ u. a. zum Lied Schönster Herr Jesu, Herrscher aller Herren. Die Kupferstiche zu den Mariengnadenbildern für seinen Geburtsort Rulle und das für Lünen bestimmte Bild Abbildung des Wunderthätigen Mutter Gottesbildes zu Alten-lünen stiftete er.
Unweit seines 1690 erbauten, unter Denkmalschutz stehenden Wohnhauses gibt es zu seiner Erinnerung in Nordlünen die Rudolph-Nagell-Straße.